# Chapelle Saint-Guénaël de Cléguer
La Chapelle Saint-Guénaël  est située  au lieu-dit « Saint-Guénaël », à Cléguer dans le Morbihan.

## Historique
Saint Guénaël ou Saint Gwenaël en breton, est un moine breton du VIe siècle.
La chapelle fait l’objet d’une inscription au titre des monuments historiques depuis le 5 décembre 1973.

## Architecture
Chapelle rectangulaire. Le chevet est ouvert par une grande baie.
La chapelle primitive a été construite au XVIe siècle, agrandie vers l'est dans la première moitié du XVIIe siècle.
Le mobilier consiste en particulier d'un retable en bois polychrome du XVe siècle. La structure a bénéficié d'une restauration au XXe siècle.
On y remarque en particulier :
- une statue en bois polychrome du XVIe siècle de Saint Guénaël
- une statue en bois polychrome du XVIIe siècle de Sainte Marguerite
- une statue en bois polychrome du XVIIe siècle de Sainte Véronique